# Beschäftigungsfähigkeit
Beschäftigungsfähigkeit (auch Arbeitsmarktfähigkeit oder Employability) ist die Fähigkeit zur Partizipation am Arbeits- und Berufsleben. Die individuelle Beschäftigungsfähigkeit ist das Ergebnis der Übereinstimmung bzw. Differenz zwischen den Anforderungen der Arbeitswelt einerseits und den persönlichen, fachlichen, sozialen und methodischen Kompetenzen sowie der individuellen Gesundheit und Arbeitsfähigkeit andererseits. Die Gewichtung der Einflussfaktoren auf die Beschäftigungsfähigkeit ist umstritten.

## Beschreibung
Eine eindeutige Definition der Beschäftigungsfähigkeit liegt nicht vor; er wird vielmehr wenig trennscharf und synonym zu anderen Begriffen verwendet (Schubarth & Speck 2014). Die Mehrzahl aktueller Konzepte orientiert sich an der Fähigkeit des Individuums zur Herstellung der eigenen Beschäftigungsfähigkeit. Wachsende Bedeutung erhält die Fähigkeit zur Erhaltung der Beschäftigungsfähigkeit angesichts der raschen Veränderung von Rahmenbedingungen und Nachfrage auf dem Arbeitsmarkt. Ein entscheidender Faktor ist auch der demografische Wandel, der zu einer Veränderung der Zusammensetzung der Altersstruktur in der Bevölkerung und Belegschaften führt.
Prozesse der Veränderung der Beschäftigungsfähigkeit tangieren persönliche Merkmale wie Einstellungen, Kompetenzen und Eigenschaften. Veränderungen der Rahmenbedingungen auf dem Arbeitsmarkt und in Unternehmen unterstützen und beeinflussen diesen Prozess. Praktische Bedeutung gewinnt das Konzept der Beschäftigungsfähigkeit im Bereich der Beschäftigungspolitik und Konzepten der Personalentwicklung: So wurde im Rahmen der Lissabon-Strategie der Europäischen Union 2000 vereinbart, die Förderung der Beschäftigungsfähigkeit zum Bestandteil der europäischen Beschäftigungsstrategie zu machen.
Konzepte der Förderung individueller Beschäftigungsfähigkeit stellen Fragen der Kompetenzen und der Arbeitsfähigkeit in den Vordergrund. Die Begriffe der sozialen und methodischen Kompetenzen, die häufig unter „überfachliche Kompetenzen“ bzw. „Schlüsselqualifikationen“ zusammengefasst werden, sind eher unspezifisch und wenig differenziert. Für ein Agieren und Entwickeln ist eine Konkretisierung (Messbarmachung, Operationalisierung) erforderlich. Es gibt einige Auflistungen der beschäftigungsrelevanten überfachlichen Kompetenzen. Empirische Untersuchungen haben bei Unternehmen folgende Anforderungsmerkmale identifiziert, die eine individuelle Beschäftigungsfähigkeit beeinflussen können:
- fachliche Kompetenz
- Initiative und Aktivität, das Erkennen und Nutzen von Chancen
- Eigenverantwortung für Entwicklung und Ziele
- Zielorientiertes Handeln
- Gesundheitskompetenz zum Erhalt und Förderung der Arbeitsfähigkeit
- Engagement und Ausdauer
- Lernfähigkeit und Lernbereitschaft
- Teamfähigkeit
- Loyalität
- Kommunikationsfähigkeit und Wirksamkeit in Kommunikation
- Empathie, Einfühlungsvermögen
- Belastbarkeit, Fähigkeit zum Umgang mit ungewohnten Situationen
- Konfliktfähigkeit und Frustrationstoleranz
- Aufgeschlossenheit und Offenheit gegenüber neuen Sachverhalten, Ideen, Prozessen und Erfahrungen
- Fähigkeit zur Selbstreflexion.

Die Auflistung der überfachlichen Kompetenzen stellt ein idealisiertes Profil dar (zusätzlich werden grundlegende Bedingungen der Arbeitsfähigkeit vorausgesetzt). Es wäre vermessen zu glauben, ein Mensch könne all die oben genannten Kompetenzen in optimaler Ausprägung besitzen oder entwickeln. Um ein umsetzbares, realistisches Bild von Beschäftigungsfähigkeit zu bekommen, ist daher ein anderer Blickwinkel vonnöten. Hier zeigt sich die grundlegende Philosophie des auf das Individuum zentrierten Employability Konzepts: „Veränderungen in den Anforderungen erkennen und nachvollziehen“ – das regelmäßige Auseinandersetzen mit der Übereinstimmung der eigenen Fähigkeiten, Einstellungen und Eigenschaften mit den Anforderungen des gewünschten beruflichen Umfelds bildet einen kontinuierlichen Entwicklungsprozess.
Nicht selten ruft das Anforderungsprofil der Beschäftigungsfähigkeit Verwunderung hervor, da das Vorhandensein der überfachlichen Kompetenzen als selbstverständlich angesehen wird. Empirische Untersuchungen zeichnen jedoch ein gegenteiliges Bild. Es ist durchaus nicht selbstverständlich, dass Beschäftigte diese Schlüsselqualifikationen mitbringen. Zwar werden die employability-bezogenen Qualifikationen für notwendig und wünschenswert erachtet, die tatsächliche Ausprägung hingegen zeigt erhebliche Defizite. So ist ein deutlicher Unterschied zwischen dem Wunsch und der tatsächlichen Ausprägung der beschäftigungsfähigkeitsrelevanten Kompetenzen sichtbar. Lediglich die fachliche Kompetenz bildet eine Ausnahme.
Mögliche Erklärungen für die offenbar unzureichende Ausprägung könnten unter anderem in einer zu geringen Bedeutung liegen, die diesen Faktoren im Vergleich zu Fachwissen bislang im Bildungssystem, in der Sozialisation und gesellschaftlichen Wertschätzung zukommt. In der Literatur werden zum Teil weitere Faktoren angeführt, z. B. Konsequenzen des Sozialversicherungssystems auf die Einstellungen und Werte in der Gesellschaft und beim Einzelnen (umgangssprachlich „Vollkasko-Mentalität“) zu finden sein. Zu diesem Ergebnis kommen Untersuchungen am Institut für Beschäftigung und Employability der Fachhochschule Ludwigshafen.

## Arbeitswissenschaftliche Perspektive
Aus einer arbeitswissenschaftlichen Perspektive kann Fähigkeit verstanden werden als „…das interne Potential (intrinsisch oder ausbildungs- und erfahrungsorientiert), eine Handlung durchzuführen bzw. ein physisches oder mentales Arbeitsergebnis zu erzielen“ (Luczak / Frenz 2008, S. 25).
Der Erhalt und die Förderung der Beschäftigungsfähigkeit stellt eine Aufgabe dar, der sich Arbeitgeber, Staat und Individuum gleichermaßen annehmen müssen. Für den Einzelnen stellt die Sicherung seiner Beschäftigungsfähigkeit einen unablässigen Prozess dar, der ihm neue Perspektiven nicht nur bei einem Arbeitgeber und in einem Berufsfeld, sondern auf dem gesamten Arbeitsmarkt eröffnet. Die Gestaltung der individuellen beruflichen Situation ist keine einmalige Aufgabe, sondern stellt sich im Lauf des Lebens immer wieder neu.
Vor allem über die Einbindung Deutschlands in die europäische Politik hat sich der Begriff „Beschäftigungsfähigkeit“ in der deutschen Politik etabliert und ist vor dem Hintergrund des entsprechenden internationalen Diskurses ein fester Bestandteil der arbeitsmarkt- und beschäftigungspolitischen Diskurses in Deutschland.

## Sozialwissenschaftlicher Begriffsinhalt
Beschäftigungsfähigkeit hat aus der Perspektive des Einzelnen folgende Bedeutungen:
1. Steigerung der Karrierechancen auf dem internen und externen Arbeitsmarkt,
2. kontinuierliche Auseinandersetzung und Anpassung von Kompetenzen und Qualifikationen,
3. Erhöhung von Selbstbewusstsein und Eigenverantwortung und
4. gleichberechtigte Partnerschaftsbeziehung zum Arbeitgeber (vgl. Blancke / Roth / Schmidt 2000, S. 9).